# Susan Anderson
Susan Anderson, née le 31 janvier 1870 à Fort Wayne (Indiana) et morte le 16 avril 1960 à Denver (Colorado), était une médecin américaine. C'est l'une des premières femmes à avoir pratiqué la médecine dans l'État du Colorado.

## Biographie
Susan Anderson est née en 1870 à Fort Wayne, et déménage dans le Kansas durant son enfance. Ses parents divorcent lorsqu'elle est jeune ; Susan part donc vivre avec son père, son petit frère et sa grand-mère. Une fois son diplôme d'enseignement secondaire obtenu en 1891, sa famille décide de déménager à Cripple Creek (Colorado), après que de l'or y ait été découvert. Bien que Susan voulait travailler en tant que radiotélégraphiste, son père l'encourage à suivre des études de médecine à l'université du Michigan,.
Anderson obtient une licence de médecin après ses études de médecine en 1897. Elle retourne à Cripple Creek, avant d'essayer de trouver un travail à Denver, Greeley et Eaton ; elle n'a été que brièvement engagée en tant qu'infirmière,. En 1904, elle est nommée Coroner du comté de Grand, et a notamment dû enquêter sur la plupart des décès causés par la construction du chemin de fer du Moffat Tunnel,.
Anderson contracte la tuberculose en 1907. Pensant qu'elle allait bientôt mourir et ressentant le besoin d'avoir un climat plus adapté à sa maladie, elle déménage à Fraser dans le Colorado, où les habitants la surnommaient par affection « Doc Susie ». Elle fut la seule médecin de Fraser pendant 49 ans,. Elle soignait divers types de patients et de pathologies dans diverses conditions : elle s'est principalement occupée de cas de pneumonies durant la grippe de 1918, mais également d'accouchement et de blessures sportives. Bien que son travail consistait principalement à effectuer des visites au domicile des patients, Anderson n'a jamais possédé de voiture ou de cheval, et était souvent payée en nourriture ou en bois de chauffage plutôt qu'en argent,.
Durant les années 1950, Anderson a attiré l'attention de plusieurs magazines et journaux. L'actrice Ethel Barrymore a proposé de faire un film sur la vie de Susan Anderson, mais celle-ci a refusé.
Ayant des problèmes de santé, Anderson prend sa retraite en 1956, et est admise au Denver Health Medical Center en 1958, où elle décède en 1960 à l'âge de 90 ans. Elle est enterrée à Cripple Creek,.
Anderson est entrée dans le Colorado Women's Hall of Fame en 1997.